# Helmut Lehmann (Politiker)

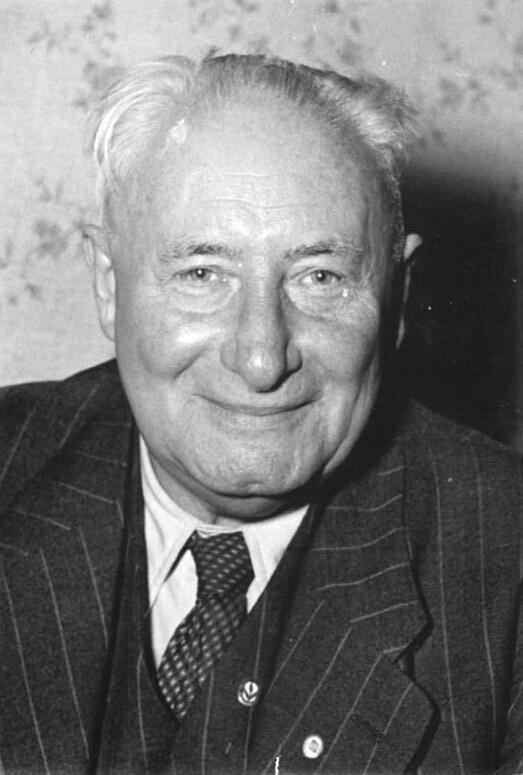
Helmut Lehmann (1952)

Helmut Lehmann (* 1. Dezember 1882 in Berlin; † 9. Februar 1959 in Ost-Berlin) war ein deutscher Politiker (SPD/SED). Von 1949 bis 1950 war er Mitglied des Politbüros des Parteivorstandes der SED. 

## Leben
Lehmann wurde 1903 Mitglied der Sozialdemokratischen Partei Deutschlands (SPD). Von 1914 bis 1933 war er geschäftsführender Vorsitzender des Hauptverbandes deutscher Krankenkassen. In der Zeit der nationalsozialistischen Diktatur in Deutschland wurde Lehmann mehrfach inhaftiert. Er war 1945 Mitglied im Zentralausschuss der SPD in Berlin. Bei der Landtagswahl 1946 wurde er für die SED in den Thüringer Landtag gewählt. Von 1949 bis 1950 war er Mitglied des Politbüros des Parteivorstandes der SED, von 1950 bis 1959 stand er der DDR-Sozialversicherung vor.

## Ehrungen

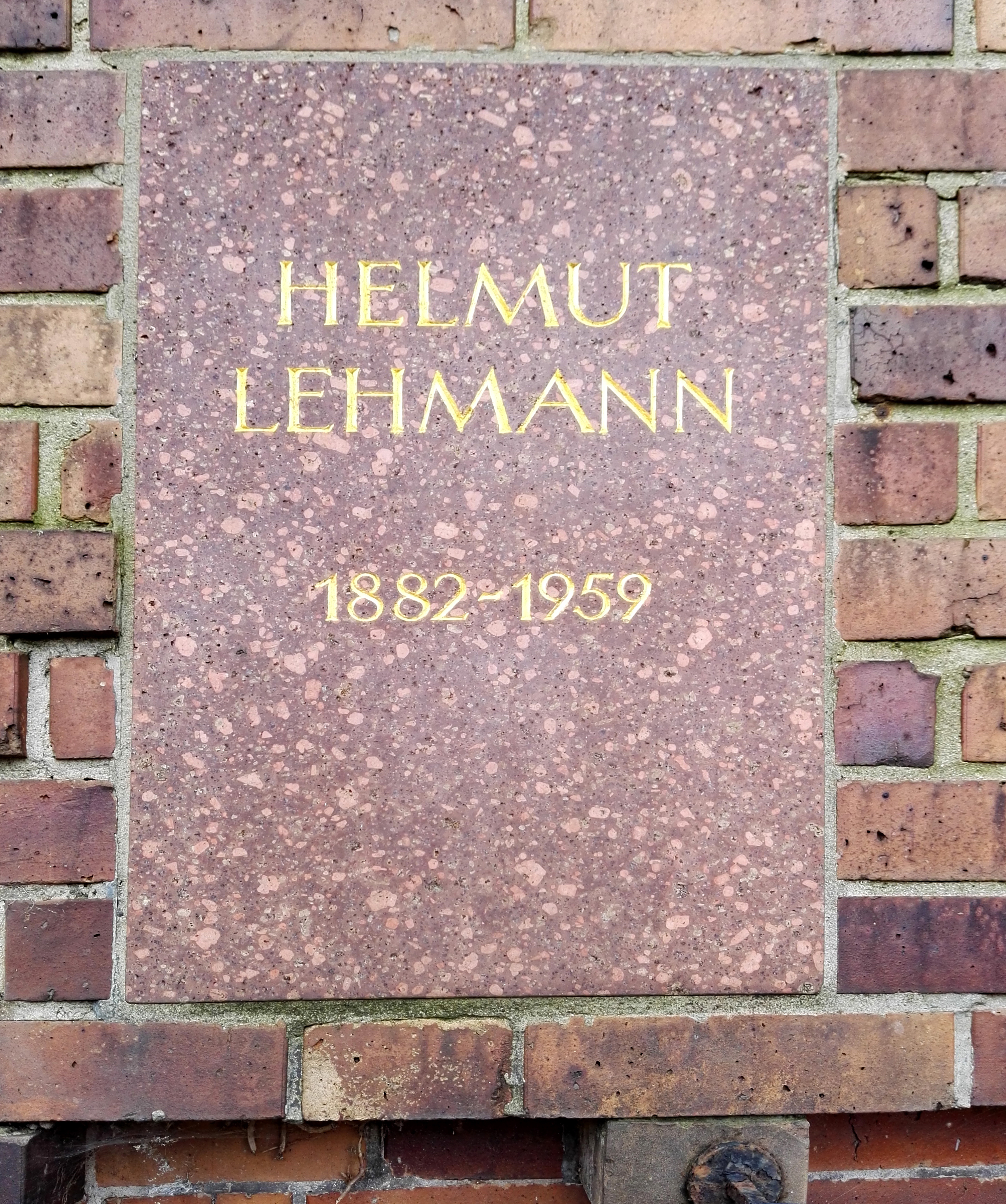
Grabstätte

1951 wurde ein im Schloss Rheinsberg untergebrachtes FDGB Sanatorium für Diabetiker nach Lehmann benannt. Helmut Lehmann wurde 1953 der Karl-Marx-Orden verliehen, 1957 wurde er mit dem Vaterländischen Verdienstorden in Gold ausgezeichnet. Nach seinem Tod wurde er in der Gedenkstätte der Sozialisten auf dem Zentralfriedhof Friedrichsfelde in Berlin-Lichtenberg beigesetzt. In der DDR trugen verschiedene Einrichtungen seinen Namen, so etwa ein FDGB-Ferienheim in Johanngeorgenstadt. Die Deutsche Post der DDR gab 1982 zu seinen Ehren eine Sondermarke in der Serie Persönlichkeiten der deutschen Arbeiterbewegung heraus.

## Zeitschriftenbeiträge (Auswahl)
- »Reform der Reichsversicherungsordnung.« Leitsätze des Referenten Helmut Lehmann auf dem Breslauer Krankenkassentag. In: Der sozialistische Arzt. Band IV, Heft 3–4, Dezember 1928, S. 12–15. (Digitalisat)